# 写術
写術（しゃじゅつ）とは、漫談の一種で、一人コントをするために事前に準備しておいた写真スライドや映像（動画）を流し、そのタイミングにあわせてつっこみを入れるスタイルである。
従来はスケッチブックやフリップに画像として準備しておき、それをめくりながらネタを進めるタイプ（めくり芸）が見られたが、その作業を自動化してスライドや映像にしたものが写術というジャンルとして派生した。

## 主な芸人
- ザ・スライドショー(みうらじゅんが撮影した珍奇な写真をいとうせいこうが逐一ツッコミを入れる)
- 木村祐一（街中で見かける奇妙なものを紹介しツッコむ）
- 陣内智則（映像にあわせてコント仕掛けで進め、シュールな状況にツッコむ）[要出典]
- アンジャッシュ（2人が電話越しに話して、互いに逆順に写真アルバムを眺めることでの矛盾や誤解をドタバタコントに仕立てる）[要出典]